# Strigocuscus celebensis
Il cusco nano di Sulawesi (Strigocuscus celebensis Gray, 1858) è un marsupiale arboricolo della famiglia dei Falangeridi.

## Descrizione
Il cusco nano di Sulawesi è un piccolo marsupiale simile a un opossum ricoperto da una morbida pelliccia di colore camoscio chiaro. Ha una lunghezza testa-corpo di 29,4-38 cm e una coda di 27-37,3 cm; pesa circa 1 kg. Come le altre 25 specie di cuschi e opossum che costituiscono la famiglia dei Falangeridi, ha un muso breve, con occhi sporgenti e un naso glabro. Le zampe hanno cinque dita, tutte munite di robusti artigli, a eccezione delle prime dita delle zampe posteriori. Queste dita prive di unghie sono opponibili rispetto alle altre dita delle zampe posteriori, così come lo sono le due prime dita delle zampe anteriori rispetto alle altre tre. Questo consente al cusco di afferrare con forza i rami degli alberi; tale caratteristica, unita alla prensilità della lunga coda, rende il cusco nano di Sulawesi un eccellente arrampicatore. La femmina ha un marsupio ben sviluppato aperto sul davanti che contiene da due a quattro capezzoli.

## Biologia
Il cusco nano di Sulawesi vive nelle cavità degli alberi, dalle quali può avere facile accesso alla volta della foresta, dove si spinge in cerca di cibo. Si nutre principalmente di frutta ed è maggiormente attivo durante la notte. Diversamente dalla maggior parte delle specie di Falangeridi, che si ritengono essere promiscue, questo animale forma coppie monogame. Tuttavia, sembra che tutti i membri della famiglia condividano caratteristiche riproduttive simili, con femmine che partoriscono una o due cucciolate all'anno. Dei tre o quattro piccoli minuscoli e privi di pelo che nascono dopo un periodo di gestazione di appena 20 giorni, solo uno viene generalmente allevato dalla madre. Questo piccolo trascorre i primi cinque-otto mesi di vita dentro al marsupio materno.

## Distribuzione e habitat
Endemico dell'Indonesia, questo cusco è presente unicamente a Sulawesi e nelle vicine isole di Sangihe, Siau e Muna.
Quasi esclusivamente arboricolo, questo animale vive nelle foreste pluviali primarie, e talvolta secondarie, di pianura.

## Tassonomia
Sono state riconosciute tre sottospecie:
- S. c. celebensis Gray, 1858: Sulawesi centrale e meridionale;
- S. c. feileri Groves, 1987: Sulawesi settentrionale;
- S. c. sangirensis Meyer, 1896: Sangihe e Siau.

## Conservazione
La caccia datale per la carne e la deforestazione dovuta all'agricoltura e all'industria del legname sono le principali minacce per la specie. Dato il rapido tasso con il quale le foreste di Sulawesi stanno scomparendo e l'aumento della popolazione umana dell'isola, è probabile che il numero di esemplari sia notevolmente diminuito rispetto al passato. La IUCN classifica S. celebensis tra le specie vulnerabili (Vulnerable).